# Matute
Matute es un pequeño municipio de la Rioja Alta, ubicado en la comarca del Alto Najerilla, en comunidad autónoma de La Rioja (España). Situado en la cuenca del río Najerilla, con una población de 86 habitantes y una superficie de 25,65 km². 

## Geografía humana

### Demografía
Cuenta con una población de 88 habitantes (INE 2024).
| Gráfica de evolución demográfica de Matute entre 1842 y 2021                                                          |
| |
| Población de derecho según los censos de población del INE. Población de hecho según los censos de población del INE. |

## Administración
| Periodo   | Nombre                     | Partido                                         |
| --------- | -------------------------- | ----------------------------------------------- |
| 1979-1983 | Ernesto Torres de Pablo    | Agrupación Independiente de Electores de Matute |
| 1983-1987 | Lucio Turza Armas          | Independientes                                  |
| 1987-1991 | -                          | -                                               |
| 1991-1995 | Ernesto Torres de Pablo    | PSOE                                            |
| 1995-1999 | Heliodoro Lozano Hernández | PR                                              |
| 1999-2003 | Ernesto Torres de Pablo    | PSOE                                            |
| 2003-2007 | Juan Carlos Puente Lozano  | PP                                              |
| 2007-2011 | Juan Carlos Puente Lozano  | PP                                              |
| 2011-2015 | José Ciriaco Lozano Corral | PSOE                                            |
| 2015-2019 | José Ciriaco Lozano Corral | PSOE                                            |
| 2019-2023 | Jacinto Clemente Lozano    | PSOE                                            |

## Economía

### Evolución de la deuda viva
El concepto de deuda viva contempla sólo las deudas con cajas y bancos relativas a créditos financieros, valores de renta fija y préstamos o créditos transferidos a terceros, excluyéndose, por tanto, la deuda comercial.
| Gráfica de evolución de la deuda viva del ayuntamiento entre 2008 y 2014                             |
| |
| Deuda viva del ayuntamiento en miles de Euros según datos del Ministerio de Hacienda y Ad. Públicas. |

La deuda viva municipal por habitante en 2014 ascendía a 129,03 €.

## Edificios y monumentos

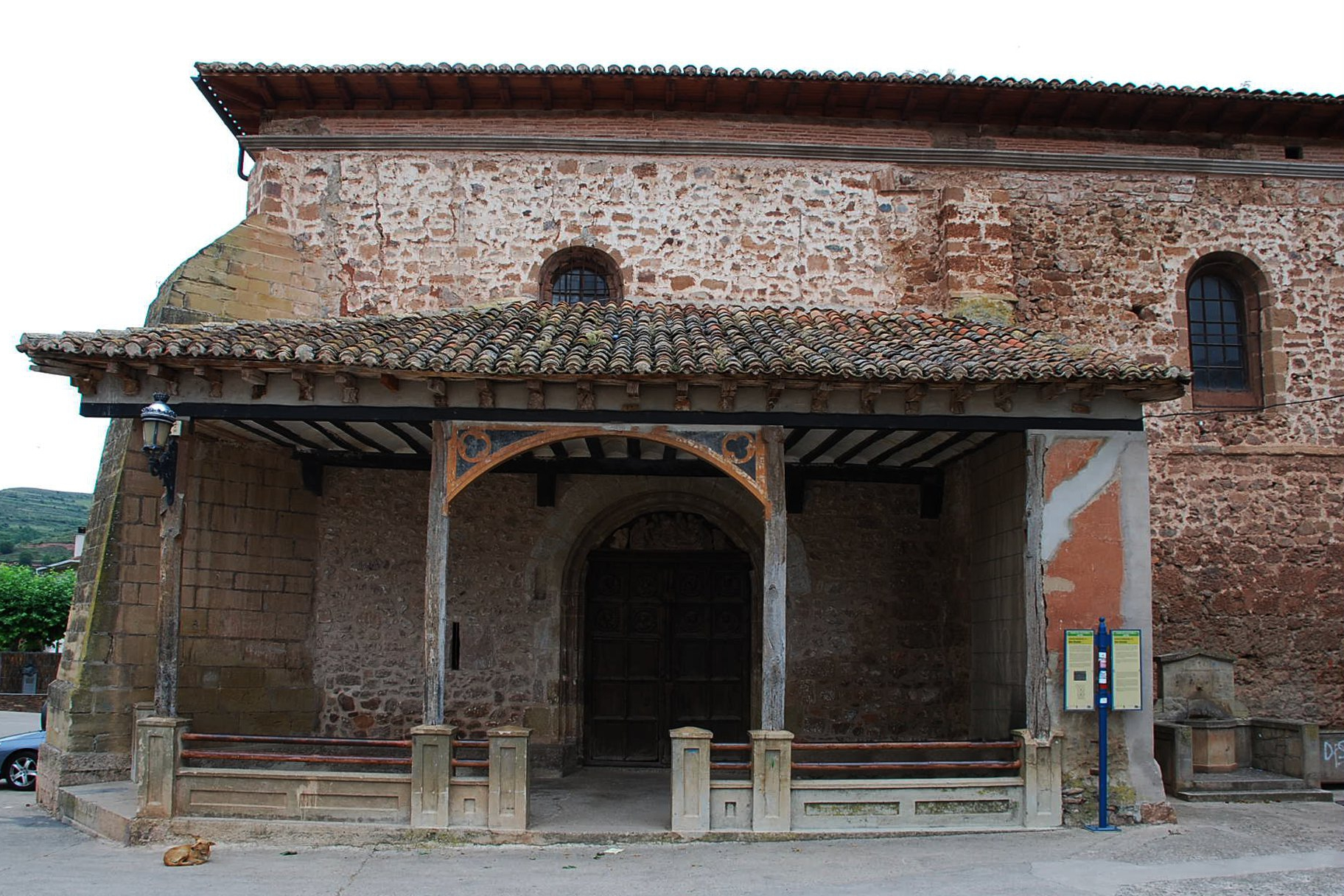
Iglesia parroquial de San Román.

- Iglesia de San Román. Es una construcción realizada con sillería y sillarejo, entre finales del siglo XV y principios del XVI, en la que se reaprovecharon materiales de una iglesia del siglo XIII. De esa época se conserva la portada que está a los pies.

Consta de dos naves y tres tramos de igual altura, cubriéndose todo con bóvedas de crucería estrellada de diferentes trazados. La sacristía, del siglo XVII, se encuentra ubicada al norte de la cabecera. La torre de cuatro cuerpos se terminó de construir hacia el 1560.
En su interior se encuentra el retablo mayor que fue realizado por Miguel de Ureta en el siglo XVI. Destaca también la pila bautismal en copa, ornamentada con friso de bolas, de comienzos del XVI.

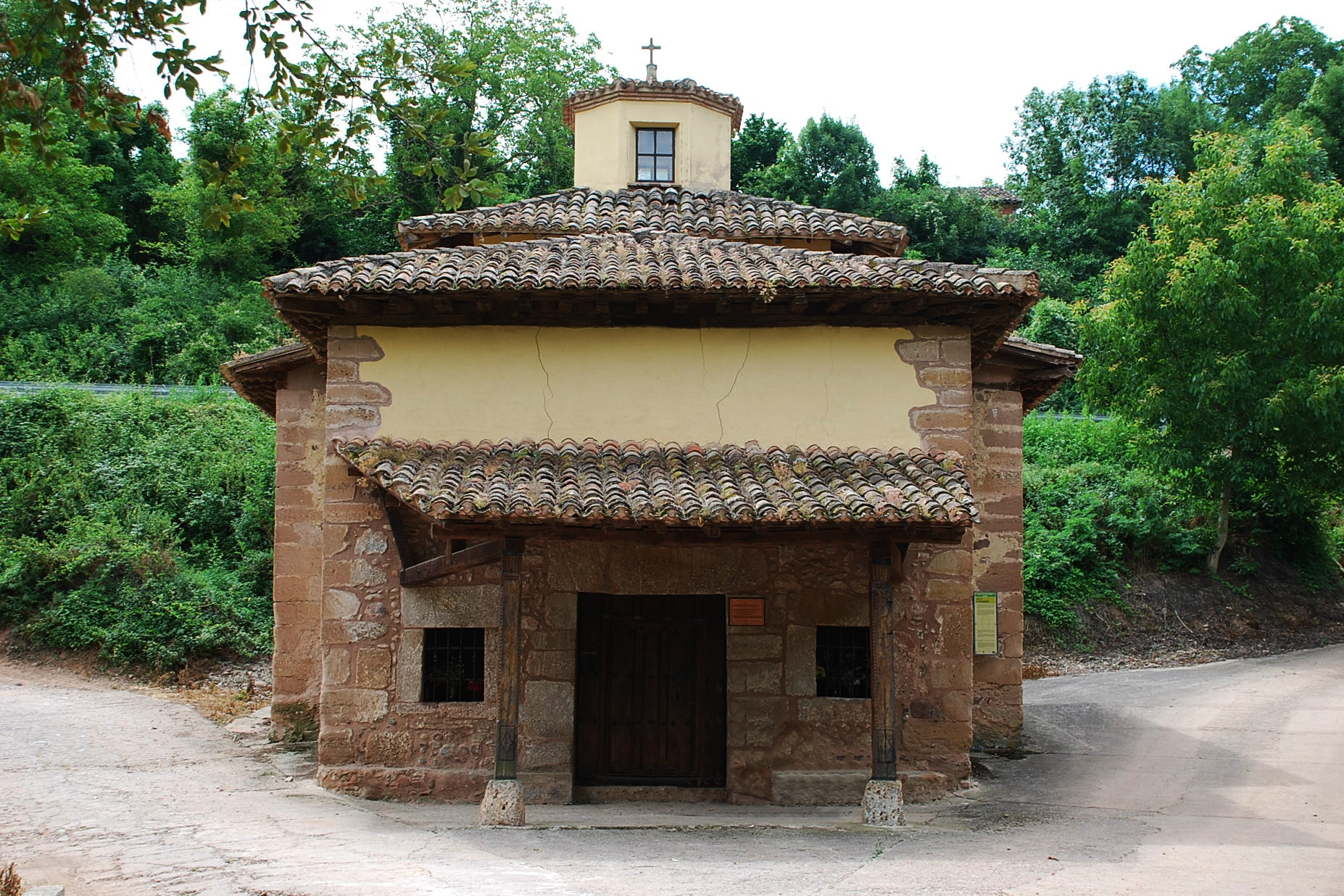
Ermita de la Concepción.

- Ermita de la Concepción. Es un edificio de estilo barroco del siglo XVII situado fuera del casco urbano pero a poca distancia, unos 300 m. Construido en mampostería y sillería con planta de cruz griega recortada en los brazos, el crucero está cubierto con una cúpula y el resto por bóveda de cañón. El acceso al interior, abierto a los pies de la nave, es adintelado y está cubierto por un soportal en madera. El retablillo del interior es barroco de la primera mitad del siglo XVIII, de cuerpo y ático con balaustres y con imágenes de la titular, la Virgen de la Concepción, que alterna su estancia con la iglesia parroquial, del Niño Jesús y otra de la Virgen con Niño.

Fue reformada completamente por fuera y por dentro en 1995 con el dinero y el trabajo del pueblo de Matute y de amigos de fuera.
- Ruinas de la ermita de San Miguel. Tiene incoado expediente como Bien de Interés Cultural en la categoría de Monumento desde el 9 de junio de 1982.[8]
- Casa donde nació el poeta Esteban Manuel de Villegas.

## Fiestas locales
- Fiestas de Acción de Gracias (último fin de semana de agosto).
- Fiestas de San Quirico y Santa Julita (16 y 17 de junio)
- Festival del Salchichón (primer domingo de octubre)

## Lugares de interés

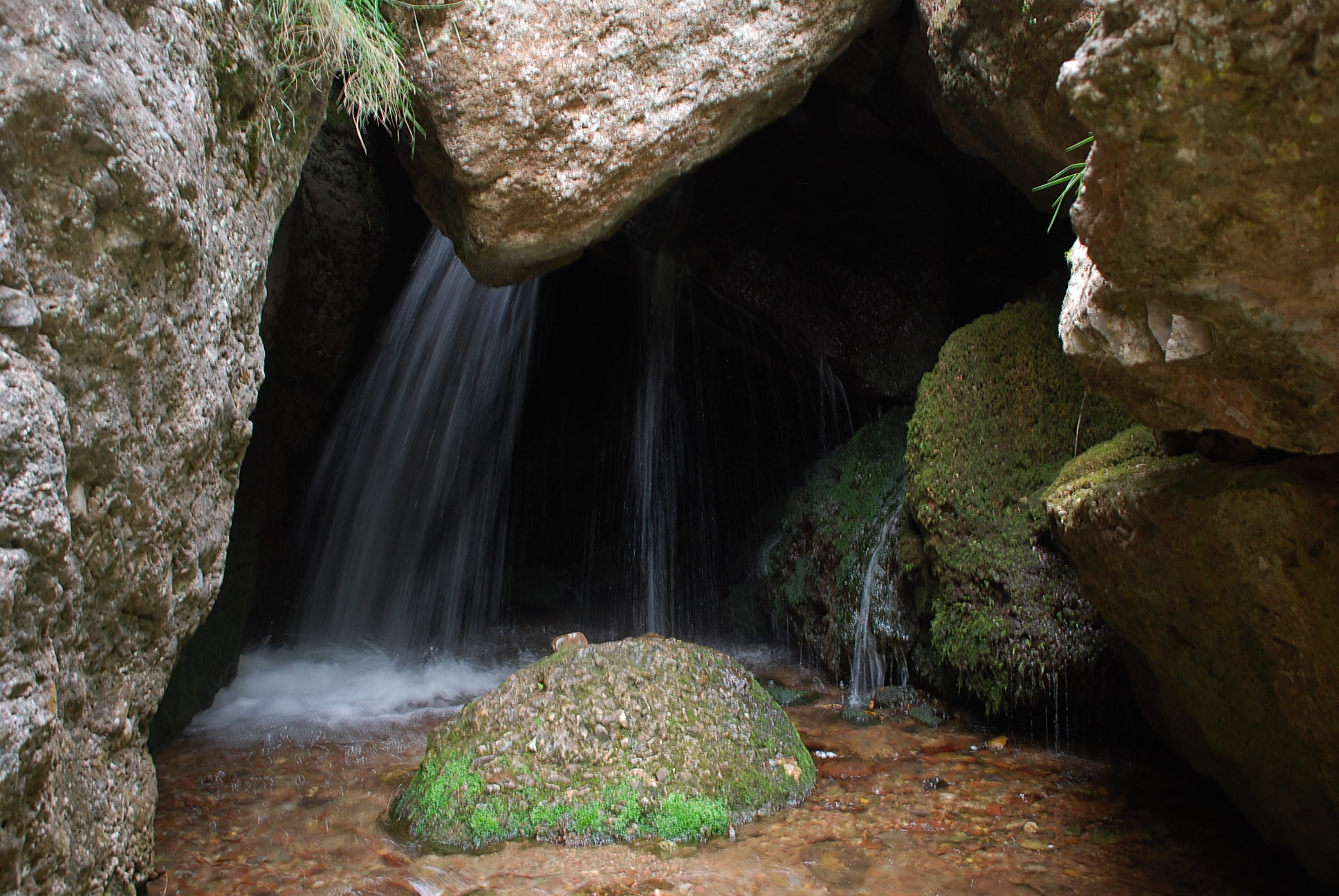
Salto del Agua.

- Zona del Rajao, donde se suelen asar chuletas.
- Peña de Matute, donde se puede practicar la observación de buitres.
- Saltolagua o Salto del Agua. Se encuentra al final de un recorrido que se adentra en uno de los barrancos que atraviesa el macizo rocoso situado entre los municipios de Tobía y Anguiano. En ese recorrido se dan dos ambientes de gran interés paisajístico y natural: los cortados rocosos de conglomerados y los ambientes umbríos de los barrancos.[9]
- Monte de San Quiles y ermita dedicada al patrón del pueblo, San Quirico, y a su madre Santa Julita